# Redmi 9T
Redmi 9T — смартфон від Redmi, що належить до однойменної серії. Був представлений 8 січня 2021 року разом з Redmi Note 9T. В Індії 9T був представлений 17 грудня 2020 року як Redmi 9 Power. Також в Китаї 26 листопада 2020 року разом з Redmi Note 9 5G та Redmi Note 9 Pro 5G був представлений Redmi Note 9 4G, що є ідентичною моделлю до Redmi 9T та 9 Power окрім відсутності макромодуля.
Також 24 листопада 2020 року компанія POCO, глобальний офіс якої тільки-но відокремився від Xiaomi, представила POCO M3, який є подібною до Redmi 9T моделлю але з іншим дизайном, відсутнім на всіх ринках NFC й надширококутним модулем.

## Дизайн
Екран виконаний зі скла Corning Gorilla Glass 3. Корпус смартфонів виконаний з пластику, який на Redmi 9T/9 Power та Redmi Note 9 4G має хвилясту фактуру, а на POCO M3 — шкіряну.
Єдиною різницею в дизайні між Redmi 9T/9 Power та Redmi Note 9 4G є те, що в Redmi Note 9 4G замість четвертого модуля камери знаходиться напис «AI». У POCO M3 верхня частина має чорну глянцеву вставку з логотипом бренда, яка простягається майже на всію ширину задньої панелі.
Знизу розміщені роз'єм USB-C, динамік, мікрофон та 3.5 мм аудіороз'єм. Зверху розташовані другий мікрофон та ІЧ-порт. З лівого боку розташований слот під 2 SIM-картки і карту пам'яті формату microSD до 512 ГБ. З правого боку розміщені кнопки регулювання гучності та кнопка блокування смартфону, в яку вбудований сканер відбитків пальців.
Redmi 9T буде продавався в 4 кольорах: Carbon Gray (cірий), Ocean Green (зелений), Twilight Blue (синій) та Sunrise Orange (помаранчевий).
В Індії Redmi 9 Power продавався в 4 кольорах: Mighty Black (cірий), Electric Green (зелений), Blazing Blue (синій) та Fiery Red (помаранчевий).
В Китаї Redmi Note 9 4G продавався в 4 кольорах: cірий, зеленому, синьому та помаранчевому.
POCO M3 продавався в 3 кольорах: Power Black (чорний), Cool Blue (синій) та POCO Yellow (жовтий).

## Технічні характеристики

### Платформа
Смартфони отримали процесор Qualcomm Snapdragon 662 та графічний процесор Adreno 610.

### Батарея
Батарея отримала об'єм 6000 мА·год, підтримку швидкої 18-ватної зарядки та зворотної дротової зарядки на 2.5 Вт. Крім цього в комплекті йде зарядний блок на 22.5 Вт.

### Камера
Redmi 9T та 9 Power отримали основну квадрокамеру 48 Мп з фазовим автофокусом, f/1.8 (ширококутний) + 8 Мп, f/2.2 (надширококутний) + 2 Мп, f/2.4 (макро) + 2 Мп, f/2.4 (сенсор глибини). Redmi Note 9 4G отримав всі ті самі камери, але не отримав макрооб'єктив, а POCO M3 не отримав надширококутний об'єктив. Всі моделі отримали ширококутну фронтальну камеру з роздільністю 8 Мп, діафрагмою f/2.05.
Основна та фронтальна камери вміють записувати відео в роздільній здатності 1080p@30fps.
Режими основної камери:
- Документ
- Нічний режим
- AI Визначення сцен
- Google Lens
- АІ Beautify
- Портретний режим
- Кінематографічний кадр
- Розмиття фону в портретному режимі
- Панорама
- Режим RAW.

Режими фронтальної камери:
- Таймер для селфі
- Кінематографічний кадр
- АІ Beautify
- Набір вбудованих фільтрів
- Спуск затвора долонею
- AI Портретний режим
- Панорамні селфі.

### Екран
Екран IPS LCD, 6.53", FullHD+ (2340 × 1080) зі співвідношенням сторін 19.5:9 та краплеподібним вирізом під фронтальну камеру.

### Звук
Смартфони отримали стереодинаміки, розташовані на верхньому та нижньому торцях.

### Пам'ять
Redmi 9T продавався в комплектаціях 4/64, 4/128 та 6/128 ГБ. В Україні продавався тільки в комплектаціях 4/64, 4/128 ГБ.
Redmi 9 Power продавався в комплектаціях 4/64 та 4/128 ГБ.
Redmi Note 9 4G продавався в комплектаціях 4/128, 6/128, 8/128 та 8/256 ГБ.
POCO M3 продавався в комплектаціях 4/64, 6/64, 4/128 та 6/128 ГБ. В Україні продавався тільки в комплектаціях 4/64, 4/128 ГБ.

### Програмне забезпечення
Redmi 9T, 9 Power та Note 9 4G були випущені на MIUI 12, а POCO M3 — на MIUI 12 для POCO. Обидві оболонки на базі Android 10. Redmi 9T, 9 Power та Note 9 4G були оновлені до MIUI 14, а POCO M3 — MIUI 14 для POCO. Обидві оболонки на базі Android 12.